# Sofroniusz III (patriarcha Konstantynopola)
Sofroniusz III, właśc.  Stavros Meidantzoglou (ur. 1798 w Stambule, zm. 22 sierpnia 1899) – patriarcha Konstantynopola w latach 1863–1866. W 1870 r. został wybrany na patriarchę Aleksandrii jako Sofroniusz IV.

## Życiorys
Pochodził z zamożnej rodziny. W 1839 r. został metropolitą Chios, a w 1855 r. – biskupem Amaseias. 20 września 1863 po dymisji Joachima II, został wybrany patriarchą Konstantynopola; zrezygnował 4 grudnia 1866. Po śmierci patriarchy Aleksandrii Nikanora, Sofroniusz 30 maja 1870 został jego następcą, urząd ten pełnił aż do śmierci 22 sierpnia 1899 (w wieku ponad 100 lat).